# Prospect Heights, Illinois
Prospect Heights là một thành phố thuộc quận Cook, tiểu bang Illinois, Hoa Kỳ. Năm 2010, dân số của thành phố này là 16256 người.

## Dân số
Dân số qua các năm:
- Năm 2000: 17081 người.
- Năm 2010: 16256 người.